# Patto dei sindaci

Bandiera dell'Unione europea

Il Patto dei sindaci (in inglese Covenant of Mayors) è un’iniziativa della Commissione europea lanciata nel 2008 per riunire in una rete permanente le città che intendono avviare un insieme coordinato di iniziative per la lotta ai cambiamenti climatici; è il principale movimento europeo che vede coinvolte le autorità locali e regionali che si impegnano volontariamente ad aumentare l'efficienza energetica e l'utilizzo di fonti energetiche rinnovabili nei loro territori. Attraverso il loro impegno i firmatari del Patto intendono raggiungere e superare l'obiettivo europeo di riduzione del 40% delle emissioni di anidride carbonica entro il 2030. Un tema che sta assumendo sempre più importanza, all'interno della campagna Patto dei Sindaci per il Clima e l'Energia, è quello della povertà energetica che affronta le disparità di accesso all'energia da parte della popolazione.
Gli obiettivi ed il campo di azione dell’iniziativa si sono progressivamente estesi nel corso del tempo. Nel 2015, dopo la fusione con l’iniziativa gemella Mayors Adapt, ha avuto avvio il nuovo Patto dei Sindaci per il Clima & l’Energia, agli obiettivi di mitigazione si sono aggiunti quelli nell'ambito dell’adattamento ai cambiamenti climatici. Nel 2016, l’iniziativa europea si è unita al Compact of Mayors, dando vita al Patto Globale dei Sindaci per il Clima & l'Energia, il più grande movimento di enti locali impegnati sul cambiamento climatico. Ad oggi il Patto riunisce più di 10.000 aderenti, provenienti da 53 Paesi, coinvolgendo circa 300 milioni di persone.
I firmatari del Patto assumono l’impegno di raggiungere e superare gli obiettivi dei propri Paesi su clima ed energia (per l’Europa la riduzione delle emissioni di gas serra di almeno il 40% entro il 2030), adottando un approccio integrato per la mitigazione e l'adattamento al cambiamento climatico.
Per le sue singolari caratteristiche – essendo l'unico movimento di questo genere a mobilitare gli attori locali e regionali ai fini del perseguimento degli obiettivi dell'Unione europea – il Patto dei sindaci è considerato dalle istituzioni europee come un eccezionale modello di governance multilivello.

## Firmatari del Patto dei Sindaci
Gli enti locali europei di tutte le dimensioni - dai piccoli comuni alle capitali, alle grandi aree metropolitane - hanno i requisiti per aderire al Patto dei Sindaci.. Le autorità locali, però, sono i destinatari dell'impegno assunto dalla loro comunità nel raggiungimento degli obiettivi prefissati dalla comunità europea (pacchetto clima).  Le piccole e grandi città insieme alle altre aree urbane svolgono un ruolo decisivo nella mitigazione del cambiamento climatico, in quanto esse consumano i tre quarti dell'energia prodotta nell'UE e sono responsabili di una quota equivalente di emissioni di CO2. Gli enti locali si trovano anche nella posizione ideale per cambiare i comportamenti dei cittadini e affrontare le questioni legate a clima ed energia in maniera esaustiva, conciliando in particolare gli interessi pubblici e privati e l'integrazione delle questioni riguardanti l'energia sostenibile in obiettivi complessivi di sviluppo locale.
L'adesione al Patto dei Sindaci rappresenta un'opportunità per gli enti locali di consolidare gli sforzi di riduzione di CO2 messi in campo sul territorio, beneficiare del sostegno e del riconoscimento europeo, e scambiare esperienze con le controparti europee.

## Impegni formali
Le città firmatarie s'impegnano a sostenere l'attuazione dell'obiettivo comunitario di riduzione del 40% dei gas a effetto serra entro il 2030 mediante una migliore efficienza energetica e un maggiore impiego di fonti di energia rinnovabili, e l'adozione di un approccio comune per affrontare la mitigazione e l'adattamento ai cambiamenti climatici.
Al fine di tradurre il loro impegno politico in misure e progetti pratici, i Firmatari del Patto s'impegnano a presentare, entro due anni dalla data della decisione del consiglio locale un Piano d'Azione per l'Energia Sostenibile e il Clima (PAESC) che indichi le azioni chiave che intendono intraprendere. Il piano conterrà un Inventario di Base delle Emissioni per monitorare le azioni di mitigazione e la Valutazione di Vulnerabilità e Rischi Climatici.
La strategia di adattamento può essere parte del PAESC oppure essere sviluppata e integrata in un documento di pianificazione separato.
Questo audace impegno politico segna l'inizio di un processo di lungo termine che vede le città impegnate a riferire ogni anno sui progressi dei loro piani.
L'ambito del Patto dei Sindaci va ben oltre la mera dichiarazione di intenti. Nell'intento di raggiungere gli ambiziosi obiettivi di riduzione di CO2 stabiliti, i firmatari si impegnano a favore di una serie di passi e accettano di presentare rapporti e di essere monitorati sulle loro azioni. Entro tempi prestabiliti, si impegnano formalmente a perseguire quanto segue:
- Sviluppare adeguate strutture amministrative, tra cui l'allocazione di risorse umane sufficienti, allo scopo di intraprendere le azioni necessarie;
- Preparare un Inventario di Base delle Emissioni;
- Inviare un Piano d'Azione per l'Energia Sostenibile entro due anni alla data di adesione ufficiale all'iniziativa del Patto dei Sindaci, comprendente misure concrete per il raggiungimento dell'obiettivo minimo del 40% in termini di riduzione delle emissioni di CO2 entro il 2030;
- Inviare un rapporto di monitoraggio e attuazione almeno ogni due anni dalla data di presentazione del PAESC ai fini di valutazione, monitoraggio e verifica.

Per soddisfare l'esigenza fondamentale, ovvero mobilitare gli attori interessati locali allo sviluppo di Piani d'azione per l'energia sostenibile, i firmatari si impegnano inoltre a:
- accrescere la resilienza adattandosi agli effetti del cambiamento climatico.
- Mettere in comune la visione, i risultati, l'esperienza e il know-how con le altre autorità locali e regionali dell'UE e oltre i confini dell'Unione attraverso la cooperazione diretta e lo scambio inter pares, in particolare nell'ambito del patto globale dei Sindaci.
- Organizzare le Giornate locali per l'energia al fine di sensibilizzare i cittadini sul tema dello sviluppo sostenibile e dell'efficienza energetica;
- Partecipare o contribuire alla cerimonia annuale del Patto dei Sindaci, ai workshop tematici e agli incontri dei gruppi di discussione;
- Diffondere il messaggio del Patto all'interno di forum appropriati e, in particolare, esortare gli altri sindaci ad aderire al Patto.

I Sindaci condividono la visione per un futuro sostenibile, a prescindere dalle dimensioni del comune o dalla sua ubicazione geografica. Tale visione comune anima la loro azione volta ad affrontare le sfide interconnesse: mitigazione degli effetti conseguenti al cambiamento climatico, adattamento ed energia sostenibile. Insieme adottano misure concrete a lungo termine che forniscano un contesto stabile dal punto di vista ambientale, sociale ed economico per le generazioni presenti e per quelle future.
Questa visione mira a conseguire:
- territori decarbonizzati, contribuendo così a contenere l'incremento della temperatura globale ben al di sotto di + 2 °C al di sopra dei livelli preindustriali, in linea con l'accordo internazionale sul clima raggiunto alla conferenza COP 21 tenutasi a Parigi nel dicembre 2015;
- territori più resilienti per prepararsi agli inevitabili effetti negativi del cambiamento climatico;
- accesso universale a servizi energetici sicuri, sostenibili e alla portata di tutti, migliorando così la qualità della vita e la sicurezza energetica.

I Sindaci riconoscono che il loro impegno richiede:
- una forte leadership politica;
- la definizione di ambiziosi obiettivi a lungo termine che vadano oltre i mandati politici;
- un'(inter)azione coordinata tra mitigazione e adattamento attraverso la mobilitazione di tutti gli uffici comunali interessati;
- un approccio territoriale intersettoriale e olistico;
- l'allocazione di risorse umane, tecniche e finanziarie adeguate;
- l'impegno di tutti i soggetti interessati presenti nei nostri territori;
- la trasformazione dei cittadini, in quanto consumatori fondamentali di energia, in "prosumer" (prosumatori) e soggetti attivi in un sistema energetico che gestisca la domanda;
- un'azione immediata, in particolare attraverso misure flessibili e "senza rimpianti";
- l'attuazione di soluzioni intelligenti per affrontare le sfide tecniche e sociali della transizione energetica;
- adeguamenti periodici delle azioni in base ai risultati delle attività di monitoraggio e valutazione;
- una cooperazione combinata verticale e orizzontale tra le autorità locali e tutti gli altri livelli di governo.

## Piani d'Azione per l'Energia Sostenibile e il Clima - PAESC
I firmatari devono approvare, entro due anni dalla deliberazione del Consiglio Comunale, un Piano d’Azione per l’energia sostenibile e il clima (PAESC), contenente l’insieme coordinato di azioni che intendono porre in atto.
La progettazione delle azioni deve essere basata per la parte mitigazione su un inventario base delle emissioni (IBE) che permetta di calcolare le emissioni del territorio comunale nell'anno di riferimento (baseline) e per la parte adattamento su una valutazione dei rischi e delle vulnerabilità indotti dal cambiamento climatico.
In entrambi i casi devono essere presi in esame dei “settori chiave” considerati strategici per l’elaborazione delle azioni: nel caso della mitigazione si tratta dei settori residenziale, terziario, municipale e trasporti; nel caso dell’adattamento i settori edifici, trasporti, energia, acqua, rifiuti, gestione del territorio, ambiente & biodiversità, agricoltura & silvicoltura, salute, protezione civile & emergenza, turismo (all'elenco possono essere aggiunti altri settori rilevanti per il territorio di riferimento). Per soddisfare i requisiti minimi di ammissibilità del PAESC l’inventario deve coprire almeno tre dei quattro settori chiave e le azioni di mitigazione devono coprire almeno due settori.
Gli altri requisiti minimi sono legati all'approvazione del Piano da parte del Consiglio Comunale e all'assunzione formale di impegni sia per l’adattamento che per la mitigazione (almeno il 40% di riduzione delle emissioni di CO2 entro il 2030).
Il Piano deve essere redatto con la partecipazione delle società civile e deve essere corredato da strumenti di monitoraggio e verifica dei risultati.
La relazione di attuazione deve essere presentata due anni dopo l'approvazione del PAESC. Ogni quattro anni la relazione deve contenere anche un Inventario di Monitoraggio delle Emissioni.
Un riferimento importante per la redazione dei Piani è dato dalle Linee guida redatte dal Centro Comune di Ricerca della Commissione Europea (CCR/JRC) che forniscono una metodologia utile per la loro redazione e per il monitoraggio dei risultati.

## Sostegno e coordinamento

### Coordinatori e sostenitori del Patto
I firmatari del Patto non sempre dispongono degli adeguati strumenti e risorse per preparare un inventario delle emissioni di base, redigere la versione preliminare del Piano d'azione per l'energia sostenibile e finanziare le azioni previste dallo stesso. In quest'ottica, province, regioni, reti e raggruppamenti di comuni svolgono un ruolo decisivo nell'aiutare i firmatari a tener fede ai loro impegni.
I coordinatori del Patto sono autorità pubbliche appartenenti a livelli di governo differenti (nazionali, regionali, provinciali) che forniscono consulenza strategica ai firmatari, nonché assistenza tecnico-finanziaria per lo sviluppo e l'attuazione dei Piani d'azione per l'energia sostenibile. La Commissione distingue tra coordinatori territoriali, rappresentati dalle autorità decentralizzate subnazionali (ivi comprese le province, le regioni e i raggruppamenti pubblici dei comuni), e i coordinatori nazionali, rappresentati dagli organismi pubblici nazionali (ivi comprese le agenzie per l'energia nazionali e i ministeri dell'energia).
I sostenitori del Patto sono reti europee, nazionali e regionali nonché associazioni di enti locali che utilizzano al meglio le loro attività di contatti, comunicazione e lobbying per promuovere l'iniziativa del Patto dei sindaci e sostenere gli impegni dei firmatari.

### Ufficio del Patto dei Sindaci
L'assistenza a carattere amministrativo, tecnico e promozionale è fornita ai firmatari del Patto e agli attori interessati, su base giornaliera, dall'Ufficio del Patto dei sindaci (CoMO), gestito da un consorzio di reti di autorità locali e regionali, guidato da Energy Cities e composto da CCRE, Climate Alliance, Eurocities e Fedarene. Finanziato dalla Commissione europea, il CoMO è responsabile del coordinamento generale dell'iniziativa.

### Istituzioni dell'Unione
Per sostenere l'elaborazione e l'attuazione dei Piani d'azione per l'energia sostenibile dei firmatari, la Commissione europea ha contribuito allo sviluppo di strumenti finanziari rivolti in modo particolare ai firmatari del Patto. Tra essi, lo strumento ELENA (European Local Energy Assistance), istituito in collaborazione con la Banca europea degli investimenti per progetti su larga scala; ed ELENA-KfW. Quest'ultimo, istituito in partenariato con il gruppo tedesco KfW, offre un approccio integrativo per la mobilità degli investimenti sostenibili dei comuni di piccole e medie dimensioni.
I firmatari beneficiano del totale sostegno delle istituzioni, non soltanto della Commissione europea ma anche del Comitato delle regioni, che ha offerto, sin dai suoi esordi, il proprio supporto all'iniziativa; del Parlamento europeo, che ha ospitato le prime due cerimonie della firma e della Banca europea degli investimenti, che assiste gli enti locali a sbloccare il proprio potenziale di investimento.

### Centro comune di ricerca
Il Centro comune di ricerca della Commissione europea si occupa di offrire supporto tecnico-scientifico all'iniziativa. Lavora in stretta collaborazione con l'Ufficio del Patto dei sindaci per fornire ai firmatari chiare linee guida tecniche e modelli per garantire gli impegni assunti dal Patto dei sindaci e per monitorare l'attuazione e i risultati.